# Alphabet Inc.

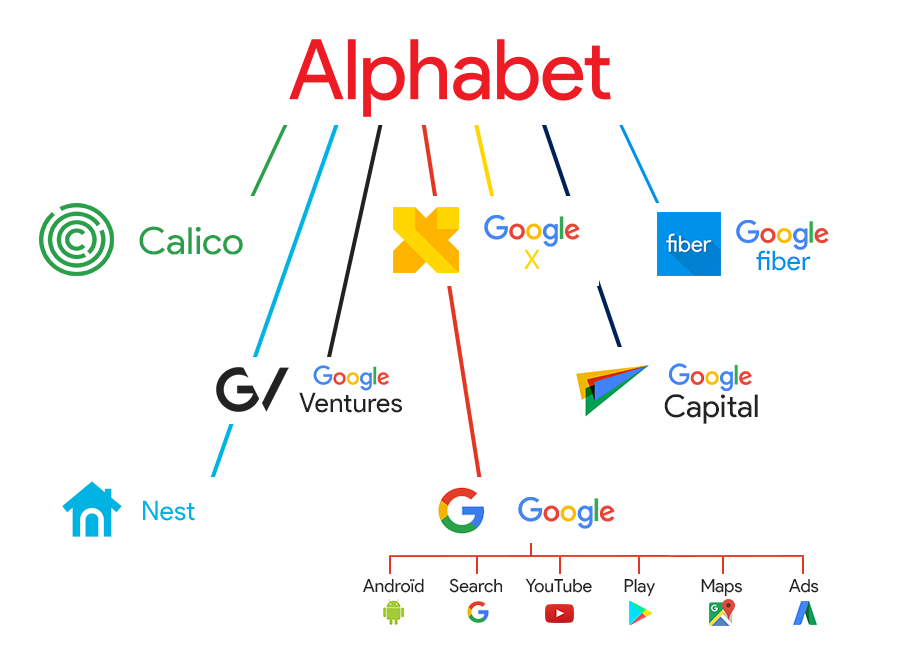
Firmenstruktur der Alphabet Inc. 2017

Alphabet Inc. ist eine börsennotierte US-amerikanische Holding mit Sitz in Mountain View im kalifornischen Silicon Valley. Sie entstand im Oktober 2015 durch eine Restrukturierung der Google LLC und wurde dabei zur Dachgesellschaft dieser und verschiedener vormaliger Tochtergesellschaften von dieser. Alphabet Inc. wird von Sundar Pichai als CEO geführt.
2024 erwirtschaftete das Unternehmen bei einem Umsatz von 350 Milliarden US-Dollar einen Gewinn von 100,1 Mrd. US-Dollar. Mit einem Börsenwert von 1,69 Billionen US-Dollar (Stand: März 2024) gehört Alphabet Inc. zu den sogenannten Big Five, den fünf weltweit größten Technologiekonzernen. Auf der Forbes Global 2000, einer Liste der größten Unternehmen der Welt, nimmt Alphabet Inc. 2023 Platz 7 ein.

## Geschichte
Am 10. August 2015 wurde erstmals die Umstrukturierung von Google angekündigt. Die bestehenden Aktien von Google wurden im Verhältnis 1 zu 1 automatisch in Alphabet-Aktien umgewandelt, die Aktienkürzel heißen weiterhin GOOGL bzw. GOOG.
Seit dem 2. Oktober 2015 gehört Google LLC als Tochterunternehmen zu Alphabet Inc. Das Kerngeschäft der Internetdienste behielt den Namen Google. Der bisherige Google-Chef Larry Page wechselte mit Sergey Brin an die Spitze der neu geschaffenen Holding. Google LLC leitet dagegen Sundar Pichai.
Laut Page sollte die neue Struktur helfen, langfristiger zu planen und ambitioniertere Ziele zu erreichen. Er strebe dabei positive Wirkungen für künftige Investitionen und mehr Transparenz und Kontrolle an. Den Namen Alphabet hätten Brin und er gewählt, weil er für die Sprache an sich stehe – eine der wichtigsten Erfindungen der Menschheit überhaupt. In einem Blog-Eintrag schrieb er: „In der Technologiebranche, in der revolutionäre Ideen die nächsten großen Wachstumsbereiche antreiben, muss man ein wenig unbequem sein, um relevant zu bleiben. […] Unser Unternehmen arbeitet heute gut, aber wir glauben, wir können es einfacher und verantwortlicher machen. Also gründen wir ein neues Unternehmen namens Alphabet. Ich freue mich wirklich sehr darauf, Alphabet als CEO zu leiten, mit der Hilfe meines fähigen Partners Sergey als Präsident.“
Aufgegeben wurde das interne Firmenmotto Don’t be evil zugunsten von Do the right thing. Da die Internetdomain alphabet.com von der BMW-Tochter Alphabet Fuhrparkmanagement GmbH genutzt wird, wurde zunächst die URL abc.xyz sowie abcdefghijklmnopqrstuvwxyz.com gesichert. Die zweite von diesen findet gegenwärtig keine Benutzung.
Alphabet Inc. war am 1. Februar 2016 nach Marktkapitalisierung mit 570 Mrd. US-Dollar das wertvollste Unternehmen der Welt, seit dem 4. Februar 2016 wird jedoch Apple höher bewertet.
Am 3. Dezember 2019 gaben Page und Brin den Rücktritt von ihren Posten bei Alphabet in einem Blogpost bekannt. Seitdem leitet der CEO von Google, Sundar Pichai, auch Alphabet als Geschäftsführer (CEO).
Anfang 2021 gründeten sich mit der Alphabet Workers Union die erste Gewerkschaft und ein Betriebsrat der Alphabet-Beschäftigten. Es handelt sich dabei um einen Ableger der Communications Workers of America (CWA) ohne Anerkennung durch Wahlen und das National Labor Relations Board (NLRB). 230 Mitarbeiter traten dieser bei. 2022 übernahm Alphabet die auf Cybersecurity spezialisierte Mandiant.

## Kennzahlen
| Jahr | Umsatz (Mrd. USD) | Jahresüberschuss (Mrd. USD) | Bilanzsumme (Mrd. USD) | Mitarbeiter |
| ---- | ----------------- | --------------------------- | ---------------------- | ----------- |
| 2016 | 90,272            | 19,478                      | 167,497                | 72.053      |
| 2017 | 110,855           | 12,662                      | 197,295                | 80.110      |
| 2018 | 136,819           | 30,736                      | 232,792                | 98.771      |
| 2019 | 161,857           | 34,343                      | 275,909                | 118.899     |
| 2020 | 182,527           | 40,269                      | 319,616                | 135.301     |
| 2021 | 257,637           | 76,033                      | 359,268                | 156.500     |
| 2022 | 282,836           | 59,973                      | 370,226                | 190.234     |
| 2023 | 307,394           | 73,795                      | 402,392                | 182.502     |
| 2024 | 350,018           | 100,118                     | 450,256                | 183.323     |

## Zusammenhängende Unternehmen
Anfang 2023 umfasste Alphabet Inc. folgende Tochterunternehmen:
| Unternehmen         | Produkte |
| ------------------- | --- |
| Access & Energy     | Betreibt Netzwerke, darunter Fiber                                                                                   |
| Calico              | Biotechnologie, Gentechnik                                                                                           |
| DeepMind            | Anwendung Künstlicher Intelligenz                                                                                    |
| CapitalG            | (zuvor Google Capital) Investition                                                                                   |
| Google              | → Hauptartikel : Liste von Google-Produkten                                                                          |
| Google Fiber        | Projekt zum Aufbau von Glasfasernetzen                                                                               |
| Intrinsic           | Entwickelt Software mit dem Ziel Industrieroboter intelligenter zu machen                                            |
| Jigsaw              | Technologie-Inkubator                                                                                                |
| Mineral.ai          | Entwicklung von Sensoren, Verarbeiten großer Datenmengen zum Pflanzenwachstum, Datenlieferung zur Ertragsoptimierung |
| Sidewalk            | Verkehrsmanagement, Werbemittel                                                                                      |
| Verily Life Science | Biowissenschaften |
| GV                  | zuvor Google Ventures – Wagniskapital-Finanzierung                                                                   |
| Waymo               | Selbstfahrende Autos                                                                                                 |
| Wing                | Entwicklung und Betrieb von Lieferdrohnen                                                                            |
| X                   | Forschung (z. B. Google Glass, Project Loon)                                                                         |